# Spanje op het Eurovisiesongfestival 1980
Spanje nam deel aan het Eurovisiesongfestival 1980 in Den Haag (Nederland). Het was de 20ste deelname van het land aan het festival.

## Selectieprocedure
Net zoals de voorbije jaren koos de TVE ervoor om de kandidaat intern te selecteren.
Men koos voor de Spaanse band Trigo Limpio met het lied Quédate esta noche.

## In Den Haag
In Den Haag moest Spanje optreden als 18de, net na Ierland en voor België. Op het einde van de puntentelling hadden ze 38 punten verzameld, goed voor een 12de plaats.
Nederland en België hadden geen punten over voor deze inzending.

### Gekregen punten

#### Finale
| 12 punten | 10 punten    | 8 punten      | 7 punten   | 6 punten             |
| --------- | ------------ | ------------- | ---------- | -------------------- |
|           |              | - Griekenland | - Turkije  | - Luxemburg - Italië |
| 5 punten  | 4 punten     | 3 punten      | 2 punten   | 1 punt               |
| - Marokko | - Oostenrijk |               | - Portugal |                      |

### Punten gegeven door Spanje

#### Finale
Punten gegeven in de finale:
| 12 punten | Duitsland           |
| 10 punten | Italië              |
| 8 punten  | Verenigd Koninkrijk |
| 7 punten  | Ierland             |
| 6 punten  | Frankrijk           |
| 5 punten  | Nederland           |
| 4 punten  | Oostenrijk          |
| 3 punten  | Luxemburg           |
| 2 punten  | Zwitserland         |
| 1 punt    | Zweden              |

1961 · 1962 · 1963 · 1964 · 1965 · 1966 · 1967 · 1968 · 1969 · 1970 · 1971 · 1972 · 1973 · 1974 · 1975 · 1976 · 1977 · 1978 · 1979 · 1980 · 1981 · 1982 · 1983 · 1984 · 1985 · 1986 · 1987 · 1988 · 1989 · 1990 · 1991 · 1992 · 1993 · 1994 · 1995 · 1996 · 1997 · 1998 · 1999 · 2000 · 2001 · 2002 · 2003 · 2004 · 2005 · 2006 · 2007 · 2008 · 2009 · 2010 · 2011 · 2012 · 2013 · 2014 · 2015 · 2016 · 2017 · 2018 · 2019 · 2020 · 2021 · 2022 · 2023 · 2024 · 2025